# Jean-Émile Vié
Pour les articles homonymes, voir Vié.
Jean-Émile Vié est un haut fonctionnaire français né le 6 avril 1915 à Chambéry et mort le 6 juillet 2015 à Neuilly-sur-Seine. Il fut préfet et directeur de la Sûreté.

## Biographie
Jean-Émile Vié est né le 6 avril 1915 à Chambéry. Il est le fils du préfet Gustave Vié (1881-1955).
Il effectue sa scolarité au collège à Castres, puis aux lycées à Rodez et Tarbes. Il étudie à la faculté de droit de Paris ainsi qu'à l'Ecole libre des sciences politiques (promotion 1936), et obtient une licence de droit.
De 1958 à 1959, il est auditeur de l'Institut des hautes études de Défense nationale.
Après avoir effectué son service militaire, il est mobilisé et affecté à une unité stationnée en Tunisie du 22 mars 1939 au 7 septembre 1940, puis fait partie du détachement E du Wurtemberg (1re armée française – 5e bureau de l’état-major) du 12 mars 1945 au 1er avril 1946.
Il devient chef de cabinet du préfet de la Creuse le 1er septembre 1941 après avoir réussi le concours.
Jean-Émile Vié meurt le 6 juillet 2015 à Neuilly-sur-Seine et est inhumé au cimetière de la Chartreuse à Bordeaux.

### Parcours
- Directeur des Renseignements généraux de 1955 à 1961.
- Préfet de la région Champagne-Ardenne de 1961 à 1967.
- Préfet de la région Pays de Loire de 1967 à 1972.
- Secrétaire général pour les départements d'outre-mer  de 1972 à 1977.
- Conseiller Maître à la Cour des Comptes de 1977 à 1984.
- Membre de la Commission Nationale de l’Informatique et des Libertés de 1983 à 1988.

### Politique
Le 29 avril 1983, alors qu'il est conseiller municipal de Neuilly-sur-Seine, Jean-Émile Vié s'oppose vigoureusement à la candidature de Nicolas Sarkozy pour devenir maire de la ville, mettant en avant son manque d'expérience. Ce dernier, alors âgé de 28 ans, gagne l'élection à l'issue du vote de l'ensemble des conseillers municipaux.

## Publications
- Faut-il abandonner les départements d’outre-mer ?, Paris, ed. Economica, 1978
- La décentralisation sans illusion, Paris, ed. P.U.F., 1982
- Les sept plaies de la décentralisation, Paris, ed. Economica, 1986
- La direction des renseignements généraux contre le FLN en métropole, La Revue administrative, n° 289, janvier-février 1996
- Mémoires d’un directeur des renseignements généraux, Paris, ed. Albin Michel, 1988
- Un préfet au XXe siècle, Paris, ed. L’Harmattan, 2002  (ISBN 2-7475-2917-7).